# Сто вёрст по реке
«Сто вёрст по реке» — рассказ русского писателя Александра Грина, написанный в 1912 году и впервые опубликованный в 1916 году. Был дважды экранизирован, в Латвии в 1991 году и на Украине в 1995.

## Сюжет
Действие рассказа происходит в выдуманной Грином стране, которую впоследствии литературоведы назвали Гринландией. Главные герои — мрачный и озлобленный мужчина по имени Нок и юная, наивная девушка Гелли, которым приходится после крушения парохода плыть в одной лодке до ближайшего города — Зурбагана. Постепенно их отношение друг к другу меняется. Нок оказывается беглым каторжником, в своё время пошедшим на преступление ради женщины. Под Зурбаганом путники расстаются, Гелли даёт Ноку свой адрес, но тот выбрасывает бумажку и забывает написанное. На городских улицах его узнают, начинается погоня. Увидев знакомое название улицы, Нок вспоминает адрес и находит квартиру Гелли. Та помогает ему спрятаться и переправиться через океан, а через год она становится женой Нока. Рассказ заканчивается словами «Они жили долго и счастливо и умерли в один день».

## Публикация и оценки
Рассказ был впервые опубликован в двух выпусках (7—8) журнала «Современный мир» в 1916 году. По данным первой жены писателя Веры Калицкой, он был написан в 1912 году в архангельской ссылке, причём именно Калицкая стала прототипом Гелли: по выражению биографа Грина Алексея Варламова, писатель «отблагодарил» жену в своей прозе. В позднесоветскую эпоху «Сто вёрст по реке» стали одним из наиболее часто переиздаваемых произведений Грина.
«Сто вёрст по реке» были дважды экранизированы: в 1991 году вышел одноимённый латвийский фильм (режиссёр Эрик Лацис), в 1995 — украинский фильм «Гелли и Нок» (режиссёр Вадим Ильенко).